# Gravsjön (Åsele socken, Lappland)
Gravsjön är en sjö i Åsele kommun i Lappland och ingår i Ångermanälvens huvudavrinningsområde. Sjön har en area på 0,156 kvadratkilometer och ligger 336,4 meter över havet. Sjön avvattnas av vattendraget Stavselån.

## Delavrinningsområde
Gravsjön ingår i det delavrinningsområde (709155-157680) som SMHI kallar för Utloppet av Gravsjön. Medelhöjden är 352 meter över havet och ytan är 2,03 kvadratkilometer. Räknas de 16 avrinningsområdena uppströms in blir den ackumulerade arean 125,88 kvadratkilometer. Stavselån som avvattnar avrinningsområdet har biflödesordning 2, vilket innebär att vattnet flödar genom totalt 2 vattendrag innan det når havet efter 169 kilometer. Avrinningsområdet består mestadels av skog (75 procent) och sankmarker (18 procent). Avrinningsområdet har 0,14 kvadratkilometer vattenytor vilket ger det en sjöprocent på 6,9 procent.